# شرق جودافارى
شرق جودافارى رمزها «EG» (بالإنجليزية: East  Godavari)‏، هو تقسيم إداري لدولة الهند تتبع ولاية أندرا برديش (بالإنجليزية: Andhra  Pradesh)‏، مركزها هو مدينة كاكينادا (بالإنجليزية: Kakinada)‏ عدد سكانها حسب تعداد سنة 2001 هو 4,872,622، مساحتها 10,807 كم² وكثافة السكان 451 لكل كم².

## أعلام
- راجو كونشي
- كارثيك رامان